# Бухарин, Николай Иванович
Никола́й Ива́нович Буха́рин (27 сентября [9 октября] 1888, Москва — 15 марта 1938, Коммунарка, Московская область) — российский революционер, советский политический и партийный деятель, член Политбюро ЦК ВКП(б) (1924—1929, кандидат в члены с 1919). Лидер так называемой правой оппозиции в ВКП(б), последовательный противник политики коллективизации. Академик АН СССР (1929). Расстрелян в 1938 году.
Член ЦК ВКП(б) в 1917—1934 гг., кандидат в члены в 1934—1937 гг. 

## Деятельность до революции
Родился в семье школьных учителей Ивана Гавриловича Бухарина (1862—1940), в 1915 г. — коллежского советника, и Любови Ивановны Измайловой (ок. 1859 — 5 декабря 1915 г., Москва). С 1893 года четыре года семья прожила в Кишинёве, где Иван Гаврилович работал податным инспектором. Затем вновь в Москве, где Николай учился в Первой гимназии, после окончания которой с 1907 года учился на экономическом отделении юридического факультета Московского университета, откуда в 1911 году был исключён в связи с арестом за участие в революционной деятельности.
Во время революции 1905—1907 годов совместно со своим лучшим другом Ильёй Эренбургом принимал активное участие в студенческих демонстрациях, организованных студентами Московского университета. В 1906 году вступил в РСДРП, примкнув к большевикам. В возрасте 19 лет вместе с Григорием Сокольниковым организовал в Москве молодёжную конференцию 1907 года, которая впоследствии считалась предшественницей комсомола.

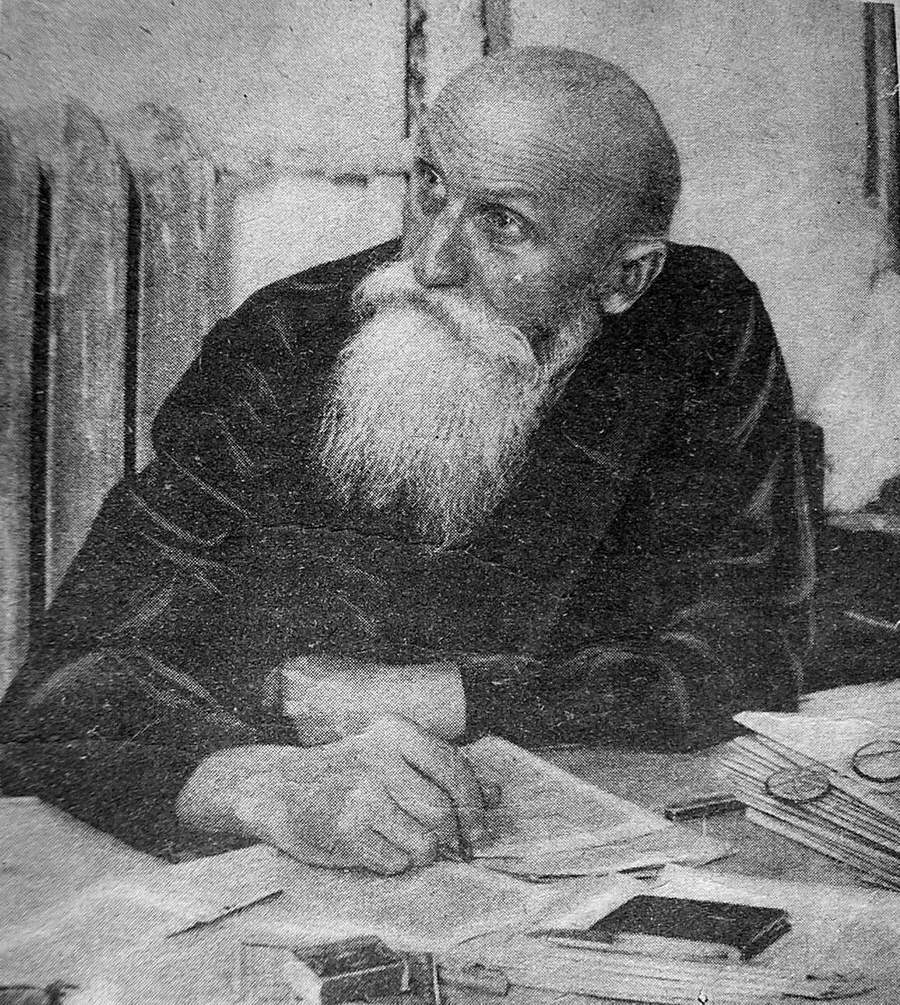
Иван Гаврилович Бухарин, отец Николая Бухарина, 1926 г.

В 1908—1910 годах — член Московского комитета РСДРП, вёл работу в профсоюзах. В это время сблизился с В. М. Смирновым и познакомился со своей будущей женой Н. М. Лукиной. В 1909—1910 годах трижды подвергался кратковременным арестам. В июне 1911 года арестован и сослан на 3 года в Онегу (Архангельская губерния), в том же году бежал из ссылки. Скрывался на квартире В. М. Шулятикова в ожидании документов. Затем нелегально выехал в Ганновер, а осенью 1912 года — в Австро-Венгрию.
В 1912 году в Кракове Бухарин познакомился с Лениным, с которым впоследствии поддерживал дружеские отношения. Дореволюционная эмигрантская переписка Н. И. Бухарина с В. И. Лениным и Н. К. Крупской была опубликована в 1989 году. В эмиграции продолжал заниматься самообразованием, изучая сочинения как основателей марксизма и социалистов-утопистов, так и своих современников. Особенно сильное влияние на формирование взглядов Бухарина оказал А. А. Богданов.

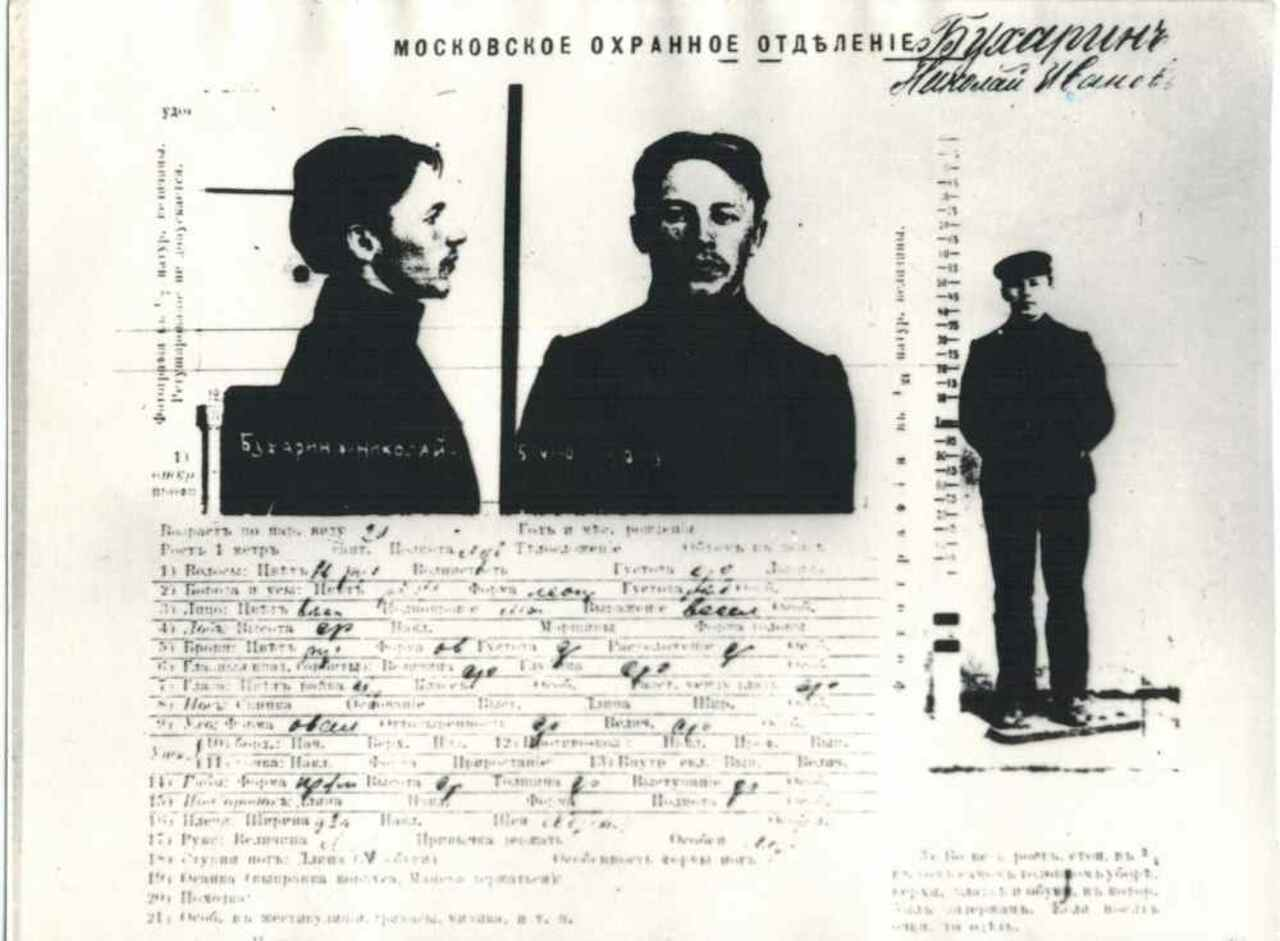
Характеристика Бухарина, сделанная Московским охранным отделением в 1909 году

В 1914 году, с началом Первой мировой войны, арестован властями Австро-Венгрии по подозрению в шпионаже и выслан в Швейцарию. В 1916 году через Францию и Англию переехал в Стокгольм. В Швеции жил под именем Мойша Долголевский.

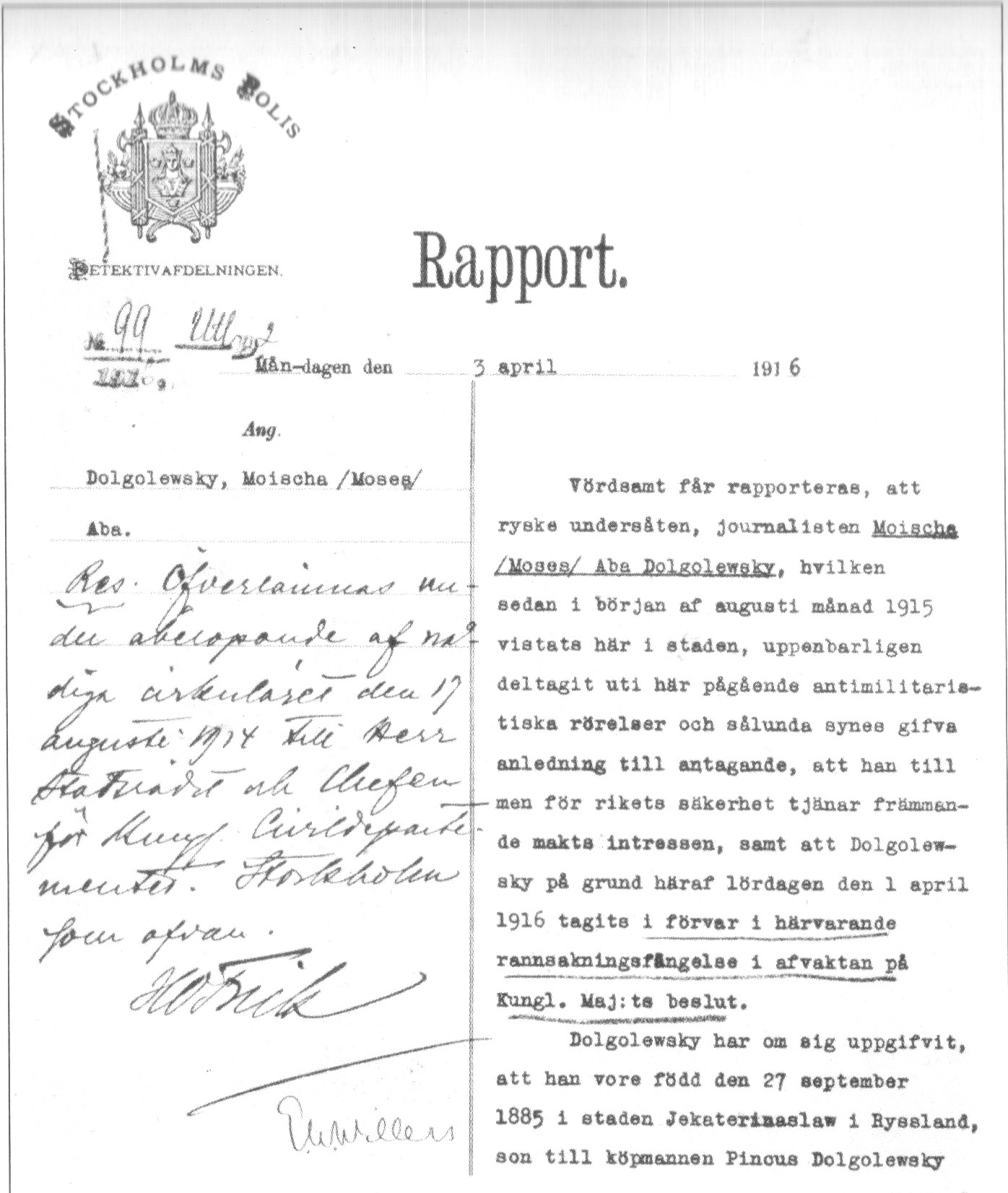
Рапорт стокгольмской полиции об аресте Мойши Абы Долголевского (Николая Бухарина), 1916 год

Несмотря на то, что эмигрантам было запрещено вмешиваться в шведскую политику, он писал для скандинавских левых газет и участвовал в собрании эмигрантского клуба, который шведская полиция считала подставной революционной организацией. Был арестован 23 марта 1916 года в квартире на Сальмэтаргатан, где он жил вместе с двумя другими большевиками (Юрием Пятаковым и Евгенией Бош). В полицейском участке назвал себя Мойша Долголевский. После нескольких недель тюремного заключения в апреле 1916 года выслан из Швеции в Норвегию, жил в Кристиании (Осло), Копенгагене, с октября 1916 года — в Нью-Йорке (США), где познакомился с Львом Троцким и Александрой Коллонтай и редактировал (с января 1917 года) вместе с Троцким газету «Новый мир».
Принимал деятельное участие в разработке планов по созданию Коммунистической партии США, будучи одним из немногих лиц (вместе с Троцким), в чьих руках находилось будущее Социалистической партии и всего американского левого движения. В воспоминаниях американского социалиста Людвига Лора (Ludwig Lore) и японского социалиста Сэн Катаямы (Sen Katayama) приводится, в частности, ссылка на состоявшееся 14 января 1917 года в Бруклине совещание американских левых социалистов и российских эмигрантов (самого Бухарина, А. Коллонтай, Л. Троцкого, В. Володарского, Г. Чудновского) для обсуждения «программы действий левых социалистов с целью организации радикальных сил американского социалистического движения».
В 1915 году написал работу «Мировое хозяйство и империализм», посвящённую анализу особенностей капитализма начала XX века. Ленин написал к ней (не публиковавшееся до революции) предисловие и использовал ряд её положений в своём труде «Империализм как высшая стадия капитализма» (1916). С другой стороны, в развернувшейся с началом Первой мировой войны среди социал-демократов дискуссии о праве наций на самоопределение Бухарин выступил против позиции Ленина и его сторонников (в частности, Сталина и Зиновьева). Соответствующие взгляды Бухарина и примкнувшего к нему Пятакова Ленин назвал «карикатурой на марксизм» и расценил как рецидив экономизма 1890-x годов, связанного с неумением отличать политические вопросы от экономических.

Ник. Ив. [Бухарин] занимающийся экономист, и в этом мы его всегда поддерживали. Но он (1) доверчив к сплетням и (2) в политике дьявольски неустойчив.— Из письма Ленина к А. Г. Шляпникову, 1916 г. (см.: ПСС Ленина, т. 49, с. 194)
После Февральской революции 1917 года Бухарин немедленно принял решение о возвращении на родину, однако вернулся в Россию только в мае 1917 года, поскольку был арестован в Японии, через территорию которой возвращался. В Челябинске был арестован местными властями за агитацию среди солдат и матросов. 25 июня 1917 года был избран гласным Московской городской думы.

## Теоретик и экономист

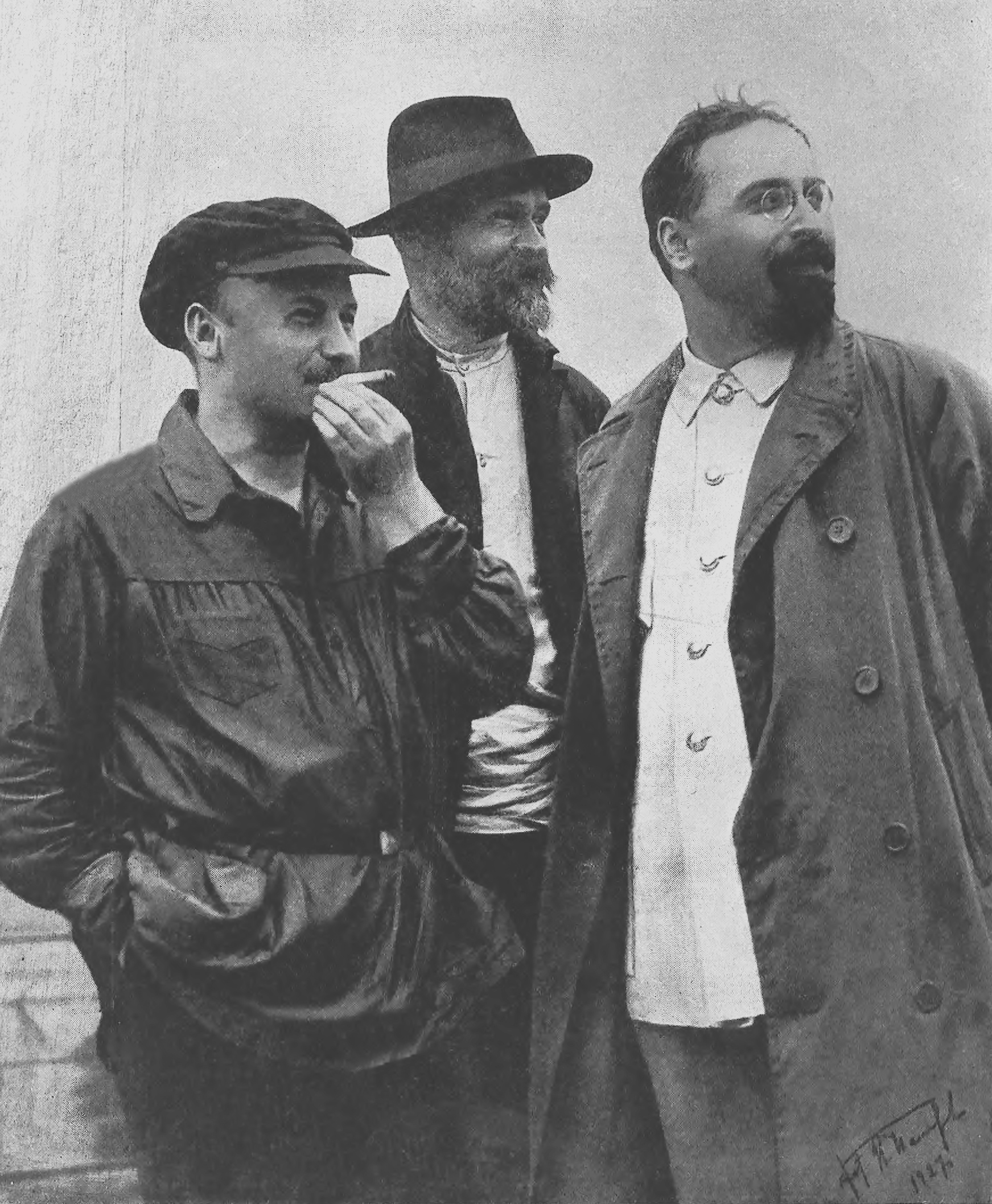
Бухарин с Иваном Скворцовым-Степановым и Львом Караханом

В 1917 году на VI съезде избран членом ЦК РСДРП(б), после чего работал в Московском комитете партии и редактировал печатное издание «Известия Московского военно-революционного комитета». Вёл активную пропагандистскую работу во время Октябрьской революции 1917 года, занимая радикальные левые позиции. Джон Рид в книге «Десять дней, которые потрясли мир» утверждает, что Бухарин считался «более левым, чем Ленин». В течение многих лет с небольшим перерывом в 1918 году — главный редактор газеты «Правда» и фактически ведущий партийный идеолог. Подготовил предложения по национализации промышленности и созданию органов управления экономикой во главе с Высшим советом народного хозяйства (ВСНХ).
В 1917—1918 годах в качестве редактора «левокоммунистической» газеты «Коммунист» был лидером «левых» коммунистов, совместно с другими «левыми» коммунистами, а также левыми эсерами выступал как против подписания мира с немцами в Брест-Литовске, так и против позиции главы советской делегации Льва Троцкого, требуя продолжения линии на мировую пролетарскую революцию. Позже, во время инициированной в 1923 Троцким дискуссии о фракциях в ВКП(б), признал, что во время обсуждения Брестского мира часть левых эсеров предложила ему участвовать в аресте Ленина на 24 часа и создании коалиционного социалистического правительства из противников мирного договора с Центральными державами. Левые эсеры утверждали, что это правительство сможет разорвать договор и продолжить революционную войну, однако Бухарин наотрез отказался участвовать в заговоре против вождя партии и государства. Через некоторое время после подписания Брестского мира перешёл на сторону Ленина, свидетельством чего стало возвращение Бухарина на должность главного редактора «Правды» в июле 1918 после неудачного мятежа левых эсеров.
В мае 1918 года выпустил ставшую широко известной брошюру «Программа коммунистов (большевиков)», в которой теоретически обосновывал необходимость трудовой повинности для нетрудовых классов. После опубликования работ «Политическая экономия рантье» и «Мировое хозяйство и империализм» стал одним из ведущих экономистов-теоретиков РКП(б). В марте 1919 года избран кандидатом в члены Политбюро ЦК РКП(б). В 1919—1920 годах являлся членом Исполкома Коминтерна.
25 сентября 1919 года Бухарин стал жертвой террористического акта: он был ранен бомбой, брошенной террористами-анархистами в помещение Московского комитета РКП(б) в Леонтьевском переулке.
В октябре 1919 года совместно с Евгением Преображенским написал выдержавшую впоследствии более 20 переизданий книгу «Азбука коммунизма». В мае 1920 года написал (частично в соавторстве с Георгием Пятаковым) работу «Экономика переходного периода. Часть I: Общая теория трансформационного процесса». Эти работы были в целом положительно встречены Лениным, который, однако, считал, что рассмотрение ряда вопросов ведётся Бухариным с точки зрения не марксизма, а разрабатывавшейся А. А. Богдановым «всеобщей организационной науки», а также критиковал автора за чрезмерно напыщенный стиль изложения. Представляет интерес шуточная рецензия Ленина на книгу «Экономика переходного периода», в которой пародируется увлечение Бухарина иноязычной лексикой:

Превосходные качества этой превосходной книги испытывают некоторую деквалификацию, поскольку они лимитируются тем обстоятельством, primo, что автор недостаточно фундирует свои постулаты…
— Из «Recensio academica» В. И. Ленина на книгу «Экономика переходного периода»
В целом работы Бухарина 1918−1921 годов написаны под сильным впечатлением от практики «военного коммунизма», связанного с широким применением внеэкономического принуждения в экономике страны. Характерная цитата:

С точки зрения большого по своей величине исторического масштаба, пролетарское принуждение во всех своих формах, начиная от расстрелов и кончая трудовой повинностью, является, как парадоксально это ни звучит, методом выработки коммунистического человечества из человеческого материала капиталистической эпохи.
— «Экономика переходного периода», глава X

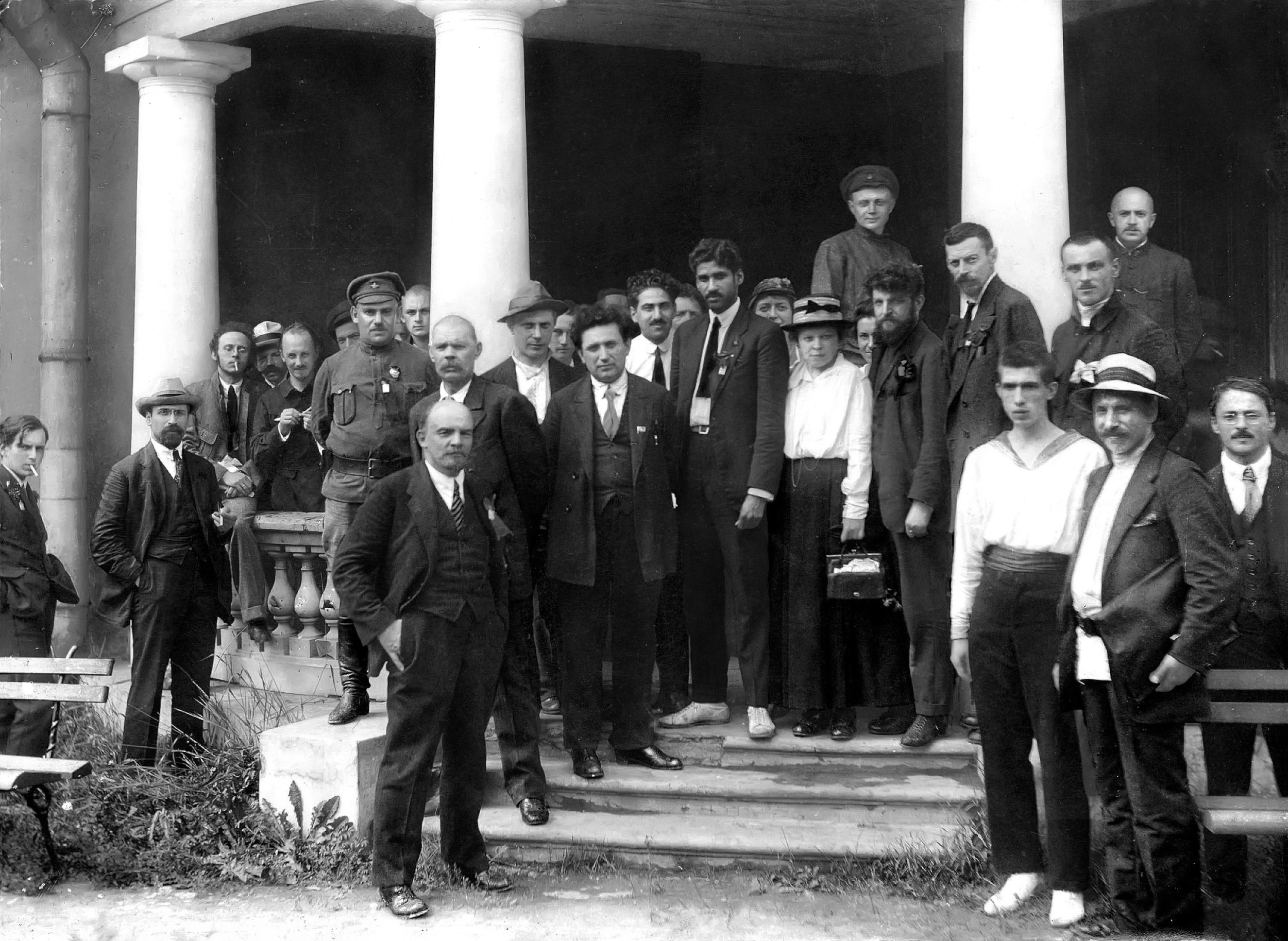
Бухарин (пятый слева) среди делегатов 2-го Конгресса Коминтерна. Также присутствуют: Лев Карахан, Карл Радек, Михаил Лашевич, Максим Горький, Владимир Ленин, Сергей Зорин, Григорий Зиновьев, Мария Ульянова и Абрам Беленький.

В «профсоюзной дискуссии» 1920−1921 годов Бухарин занимал позицию, которая им самим рассматривалась как «буфер» между основными сторонами спора: Лениным и Троцким. Он пытался доказать, что разногласия между участниками дискуссии основаны на недоразумении и напоминают спор человека, называющего стакан стеклянным цилиндром, и человека, называющего тот же стакан инструментом для питья. Ленин (считавший позицию Бухарина разновидностью троцкистской) использовал пример Бухарина со стаканом для популярного изложения некоторых взглядов марксизма, не понятых, с его точки зрения, Троцким и Бухариным. Эти рассуждения Ленина получили впоследствии известность как «диалектика стакана».
Подводя итоги своим наблюдениям за деятельностью Бухарина, Ленин дал ей следующую характеристику, впоследствии получившую широкую известность:

Бухарин не только ценнейший и крупнейший теоретик партии, он также законно считается любимцем всей партии, но его теоретические воззрения очень с большим сомнением могут быть отнесены к вполне марксистским, ибо в нём есть нечто схоластическое (он никогда не учился и, думаю, никогда не понимал вполне диалектики).
— Из «Письма к съезду» В. И. Ленина

 На первой конференции марксистско-ленинских учреждений в марте 1928 г. М. Покровский в своём вступительном докладе назвал «две самые замечательные обществоведческие работы» за десятилетие, истекшее со времени Октябрьской революции: Ленина — «Государство и революция» и Бухарина — «Экономика переходного периода». «У Бухарина, — сказал т. Покровский, — несмотря на некоторые несостоявшиеся прогнозы, имеется целый ряд основных мыслей, которые в области политической экономии представляют почти такой же поворот, как ленинская книга „Государство и революция“ в области права».

## Борьба против Троцкого и расхождения со Сталиным

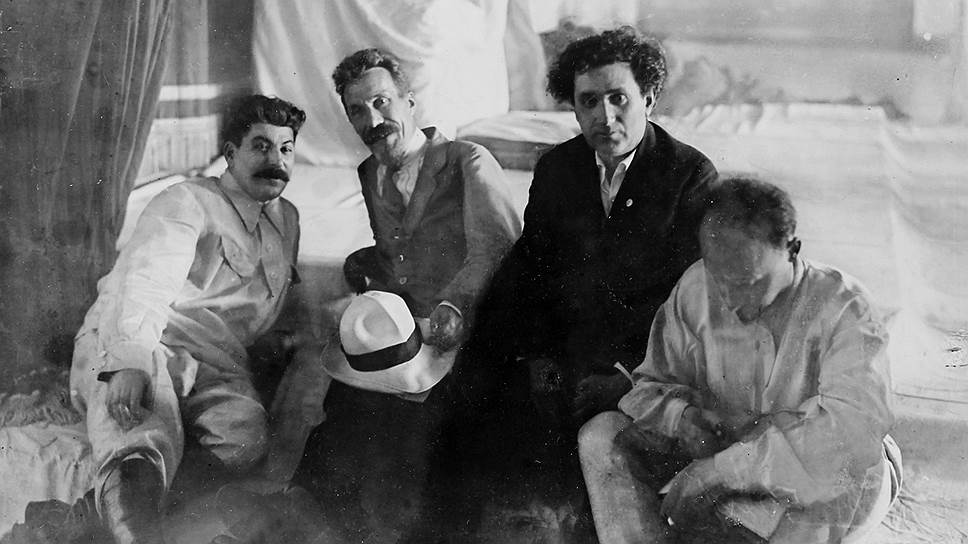
Иосиф Сталин, Алексей Рыков, Григорий Зиновьев, Николай Бухарин, 20 сентября 1924 года

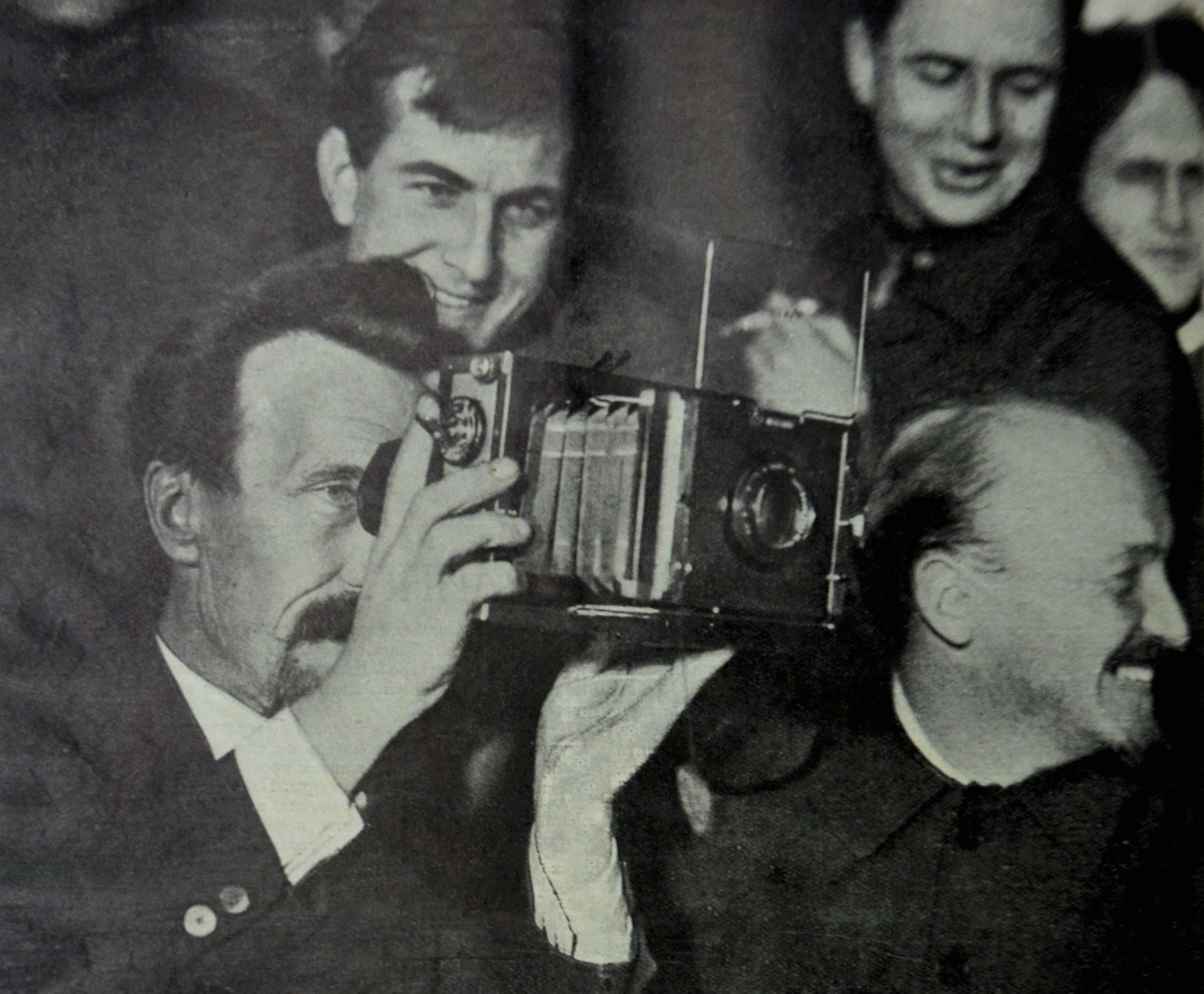
«Фотокорреспондент „Прожектора“ А. Самсонов показывает свою камеру товарищам Рыкову и Бухарину». Снимок сделан во время проведения XV съезд ВКП(б)

С ноября 1923 года активно борется с «троцкистской» левой оппозицией. Смерть Ленина 21 января 1924 года явилась серьёзным душевным ударом для Бухарина, который был одним из ближайших товарищей вождя. Бухарин отреагировал на смерть основателя Советского государства искренним и эмоциональным обращением ЦК РКП(б). После смерти Ленина переведён в члены Политбюро ЦК (2 июня 1924 года) и стал одним из влиятельнейших руководителей партии и государства. Как и Зиновьев, выступил против предания широкой огласке ленинского «Завещания». В этот период Бухарин становится близким другом Сталина, который в одной из бесед охарактеризовал руководящих членов партии следующим образом: «Мы с тобой, Бухарчик, Гималаи, а все остальные — маленькие пятна». Бухарин принадлежал к немногим высшим руководителям партии и страны, обращавшимся к Сталину на «ты» и называвшим его в своих выступлениях Кобой. Сталин, в свою очередь, звал Бухарина «Николашей» или «Бухарчиком». Бухарин оказал существенную поддержку Сталину в борьбе против Троцкого (1923—1924), Каменева и Зиновьева (1925—1926) и в окончательном разгроме Троцкого (1927).
С освобождением Зиновьева от должности председателя ИККИ на VII пленуме ИККИ (ноябрь-декабрь 1926 года) руководящее положение в Коминтерне занял Бухарин.
Проанализировав причины неудач «военного коммунизма», Бухарин превратился в активного сторонника провозглашённой Лениным новой экономической политики. После смерти Ленина он делал акцент на необходимости дальнейшего проведения экономических реформ в русле НЭПа. В это время Бухарин выдвинул знаменитый лозунг (1925), обращённый к крестьянам: «Обогащайтесь, накапливайте, развивайте своё хозяйство!», указав, что «социализм бедняков — это паршивый социализм» (впоследствии Сталин назвал лозунг «не нашим», а Бухарин отказался от своих слов). Вместе с тем, Бухарин принимал участие и в разработке сталинской теории «социализма в одной отдельно взятой стране», противопоставленной идее перманентной мировой революции Троцкого.
В 1928 году выступил против усиленной коллективизации, предлагая эволюционный путь, когда кооперация и общественный сектор (многоукладная экономика) будут постепенно экономически вытеснять индивидуальное хозяйство, а кулаки не будут подлежать устранению как класс, а будут постепенно уравнены с остальными жителями деревни. В опубликованной 30 сентября 1928 года в «Правде» статье «Заметки экономиста» Бухарин объявил единственно приемлемым бескризисное развитие аграрного и индустриального сектора, а все другие подходы (в первую очередь, сталинский) — «авантюристическими». Это, впрочем, противоречило курсу Сталина на всеобщую коллективизацию и индустриализацию.

## Бухарин в опале

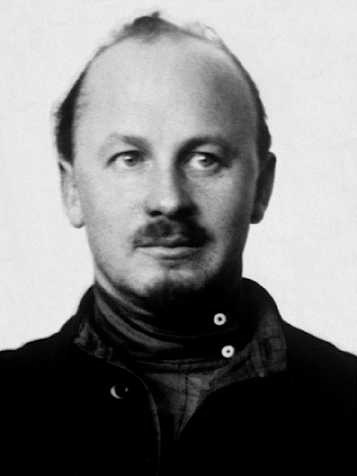
до 1930 г.

Политбюро осудило выступление Бухарина, а тот в полемике в ответ на требование генерального секретаря «прекратить линию торможения коллективизации» назвал Сталина «мелким восточным деспотом». В ноябре 1928 года Пленум ЦК назвал позицию Бухарина, Рыкова и Томского «правым уклоном» (в противоположность «левому уклону» Троцкого).
30 января 1929 года Бухарин написал заявление в Политбюро ЦК ВКП(б) по поводу распространяемых о нём измышлений. 9 февраля 1929 года Бухарин, Рыков и Томский направили совместное заявление Объединённому заседанию Политбюро ЦК ВКП(б) и Президиума ЦКК.
На апрельском Пленуме ЦК и ЦКК (1929) Сталин заявил, что «вчера ещё личные друзья, теперь расходимся с ним в политике». Пленум завершил «разгром группы Бухарина», а сам Бухарин был снят с занимаемых постов. Сталин предлагал назначить Бухарина на почётный, но крайне неблагодарный пост наркома просвещения, однако сам Бухарин попросил дать ему тихую должность начальника Научно-технического управления Высшего совета народного хозяйства. Климент Ворошилов писал 8 июня 1929 года Серго Орджоникидзе: 

Бухарин умолил всех не назначать его на Наркомпрос и предложил, а затем настаивал на НТУ. Я поддержал его в этом, поддержало ещё несколько человек и большинством в один голос (против Кобы) мы провели его.
 19 июня 1929 года на Х пленуме ИККИ состоялось отстранение Бухарина от поста члена Президиума ИККИ, ему было предъявлено политическое обвинение в том, что он «скатывается к оппортунистическому отрицанию факта всё большего расшатывания капиталистической стабилизации, что неизбежно ведёт к отрицанию нарастания нового подъёма революционного рабочего движения». Отказавшийся «покаяться», 17 ноября 1929 года он был выведен из Политбюро ЦК. Вскоре часть поддерживавших позицию Бухарина членов Коммунистического Интернационала, возглавлявшаяся выходцами из американской компартии, была исключена из Коминтерна, образовав «Международную коммунистическую оппозицию». Но сам Бухарин уже через неделю признал свои ошибки и заявил, что будет вести «решительную борьбу против всех уклонов от генеральной линии партии и, прежде всего, против правого уклона». На XVII съезде ВКП(б) (1934) в своём выступлении заявил: «Обязанностью каждого члена партии является сплочение вокруг товарища Сталина как персонального воплощения ума и воли партии». В 1934 году переведён из членов в кандидаты в члены ЦК ВКП(б).
Как вспоминала вдова Бухарина А. М. Ларина, на XVI съезде партии он отсутствовал — поскольку «не был избран делегатом съезда — беспрецедентный случай для члена ЦК. К тому же незадолго до открытия съезда серьёзно заболел двусторонним воспалением лёгких, очень ослаб и был отправлен в Крым».

## Управленец и журналист. Бухарин и интеллигенция

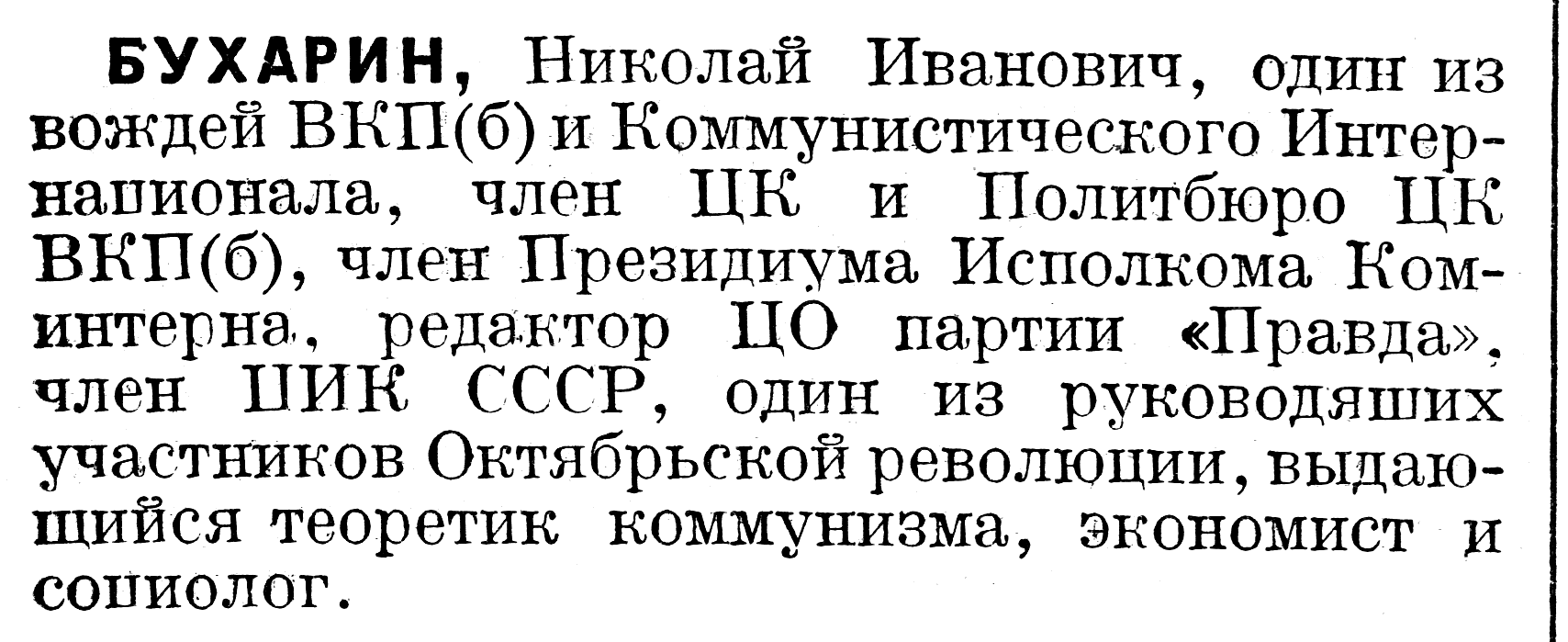
Начало статьи из 8 тома БСЭ, 1927 г. Во 2 и 3 изд. БСЭ (1951, 1971) статей о нём нет.

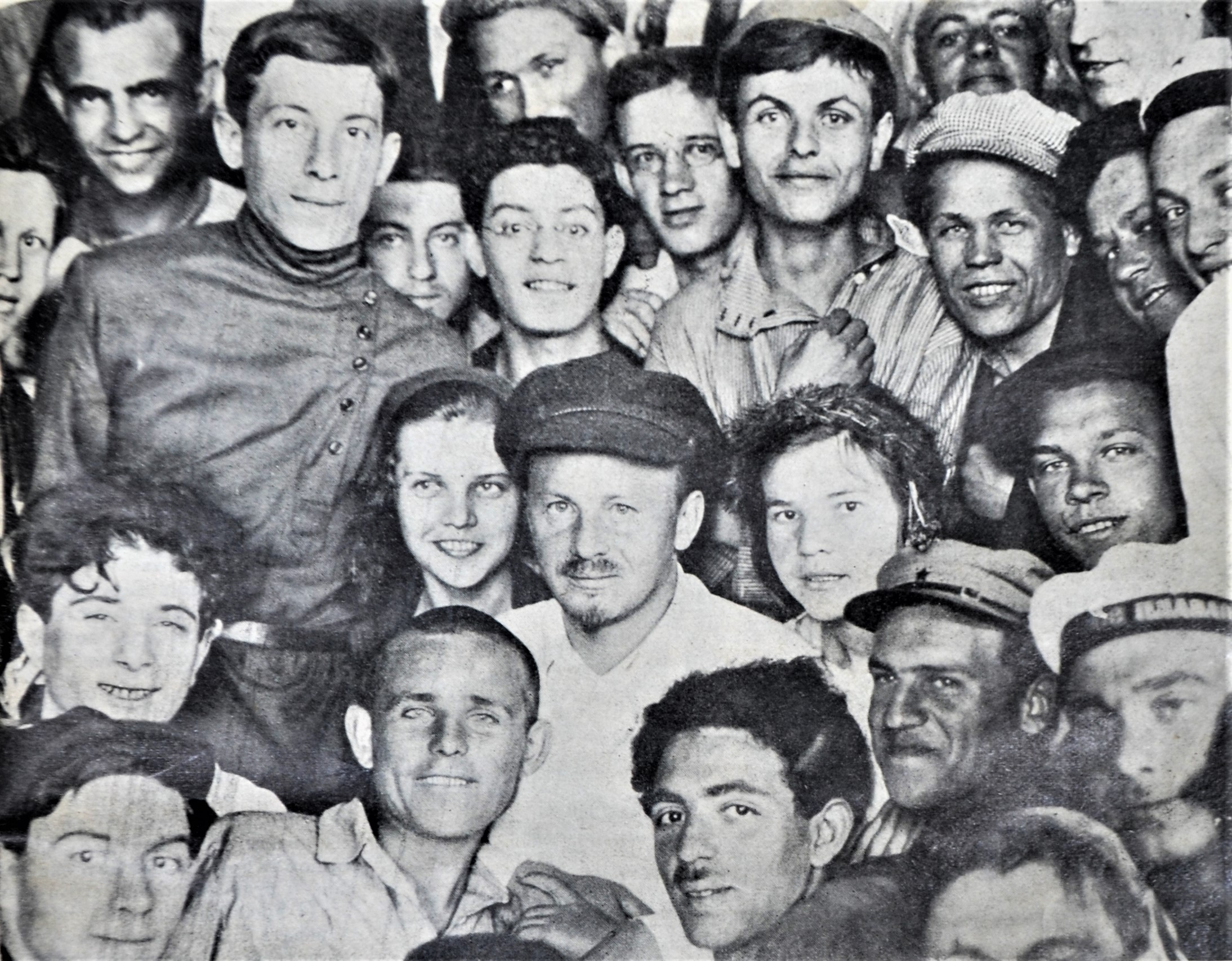
«Бухарин на встрече с рабочими и крестьянским корреспондентами». Фотография из «Прожектора»

Бухарин считался (наряду с Лениным, Троцким, Луначарским, Бонч-Бруевичем и Чичериным) одним из самых эрудированных представителей большевистской партии после её прихода к власти. Бухарин свободно владел французским, английским и немецким языками. В повседневной жизни был дружелюбен и приветлив, оставался доступным в общении. Коллеги называли его «Коля-балаболка».
В 1929—1932 годах являлся членом Президиума ВСНХ СССР, заведующим научно-техническим управлением. С 1932 года — член коллегии Наркомата тяжёлой промышленности СССР. В 1931—1936 годах он был издателем научно-популярного и общественного журнала «Социалистическая реконструкция и наука» («СоРеНа»). Бухарин был одним из редакторов и участником первого издания БСЭ. У зарубежной интеллигенции (в частности, Андре Мальро) был проект поставить Бухарина во главе редакции неосуществлённой международной «Энциклопедии XX века».
12 января 1929 года был избран действительным членом АН СССР по социально-экономическим наукам.

Кандидатура тов. Бухарина стоит менее твёрдо (чем Покровского. — Прим.): формально академики ссылаются на «публицистический характер его работ», а по существу в своём узком кругу высказывают опасения, что избрание тов. Бухарина, как одного из руководителей Коминтерна, «может создать для Академии всякие осложнения в её международных сношениях», «уронит её авторитет» и т. п. Исходя из того, что Академия вряд ли пойдёт на политическую демонстрацию, чем являлось бы в данном случае забаллотирование этой кандидатуры, можно считать, что тов. Бухарин будет избран.— докладывала в Политбюро в октябре 1928 года комиссия по наблюдению за выборами в Академию наук
C 1930 года председатель Комиссии по истории знаний (КИЗ), с 1932 года директор образованного на основе КИЗ Института истории науки и техники АН СССР, который прекратил своё существование в 1938 году. Бухарин пропагандировал теорию о возможности перехода от диктатуры пролетариата к социалистическому гуманизму, задумывался о революции в науке как отражении революции в обществе.
С 26 февраля 1934 по 16 января 1937 года главный редактор газеты «Известия». В феврале 1936 года был командирован партией за границу для перекупки принадлежавшего Немецкой социал-демократической партии архива Карла Маркса и Фридриха Энгельса, который был вывезен в ряд стран Европы после прихода к власти в Германии нацистов.
С именем Бухарина были связаны надежды части интеллигенции того времени на улучшение политики государства по отношению к ней. Тёплые отношения связывали Бухарина с Максимом Горьким (впоследствии Бухарина обвинят на суде в причастности к убийству Горького); его помощью в конфликтах с властями пользовались Осип Мандельштам и Борис Пастернак. В 1934 году Бухарин выступил на Первом съезде советских писателей с речью, где исключительно высоко ставил Пастернака, а также критиковал «комсомольских поэтов»:

Это поэт-песнопевец старой интеллигенции, ставшей интеллигенцией советской… Пастернак оригинален… В этом его сила, потому что он бесконечно далёк от шаблона, трафаретности, рифмованной прозы… Таков Борис Пастернак, один из замечательнейших мастеров стиха в наше время, нанизавший на нити своего творчества не только целую вереницу лирических жемчужин, но и давший ряд глубокой искренности революционных вещей.

Партия, однако, вскоре отмежевалась от этого выступления. Бухарин участвовал в посмертной кампании против Есенина и «есенинщины», его участие в ней во многом определялось внутрипартийной борьбой с Троцким, выступавшим с положительными оценками творчества Есенина. В 1927 году в газете «Правда» Бухарин опубликовал статью «Злые заметки», изданную позже отдельной книгой, где писал:

Есенинская поэзия по существу своему есть мужичок, наполовину превратившийся в «ухаря-купца»: в лаковых сапожках, с шёлковым шнурком на вышитой рубахе, «ухарь» припадает сегодня к ножке «государыни», завтра лижет икону, послезавтра мажет нос горчицей половому в трактире, а потом «душевно» сокрушается, плачет, готов обнять кобеля и внести вклад в Троице-Сергиевскую лавру «на помин души». Он даже может повеситься на чердаке от внутренней пустоты. «Милая», «знакомая», «истинно русская» картина!
Идейно Есенин представляет самые отрицательные черты русской деревни и так называемого «национального характера»: мордобой, внутреннюю величайшую недисциплинированность, обожествление самых отсталых форм общественной жизни вообще.

Впоследствии, в докладе на первом съезде советских писателей Бухарин отозвался о Есенине, «звонком песеннике-гусляре, талантливом лирическом поэте», хотя и критически, но гораздо теплее, поставив в один ряд с Блоком и Брюсовым как «старых» поэтов, отразивших революцию в своём творчестве.

### Шаржист
Бухарин был шаржистом, запечатлевшим многих представителей советской элиты. Его шаржи Сталина считаются единственными портретами «вождя», выполненными с натуры, а не по фотографии.

## Репрессии и казнь
В 1936 году, в ходе Первого московского процесса (над Каменевым, Зиновьевым и другими), подсудимые дали показания (тотчас же опубликованные) на Бухарина, Рыкова и Томского, создававших якобы «правый блок». Бухарин узнал о возбуждённом против него деле, находясь в отпуске в Средней Азии. Сразу после процесса, 1 сентября 1936 года, Бухарин писал Ворошилову: «Циник-убийца Каменев омерзительнейший из людей, падаль человеческая. Что расстреляли собак — страшно рад». Но 10 сентября 1936 года «Правда» сообщила, что Прокуратура СССР прекратила расследование в отношении Бухарина и Рыкова, поскольку следствием не установлено юридических данных для привлечения их к судебной ответственности.

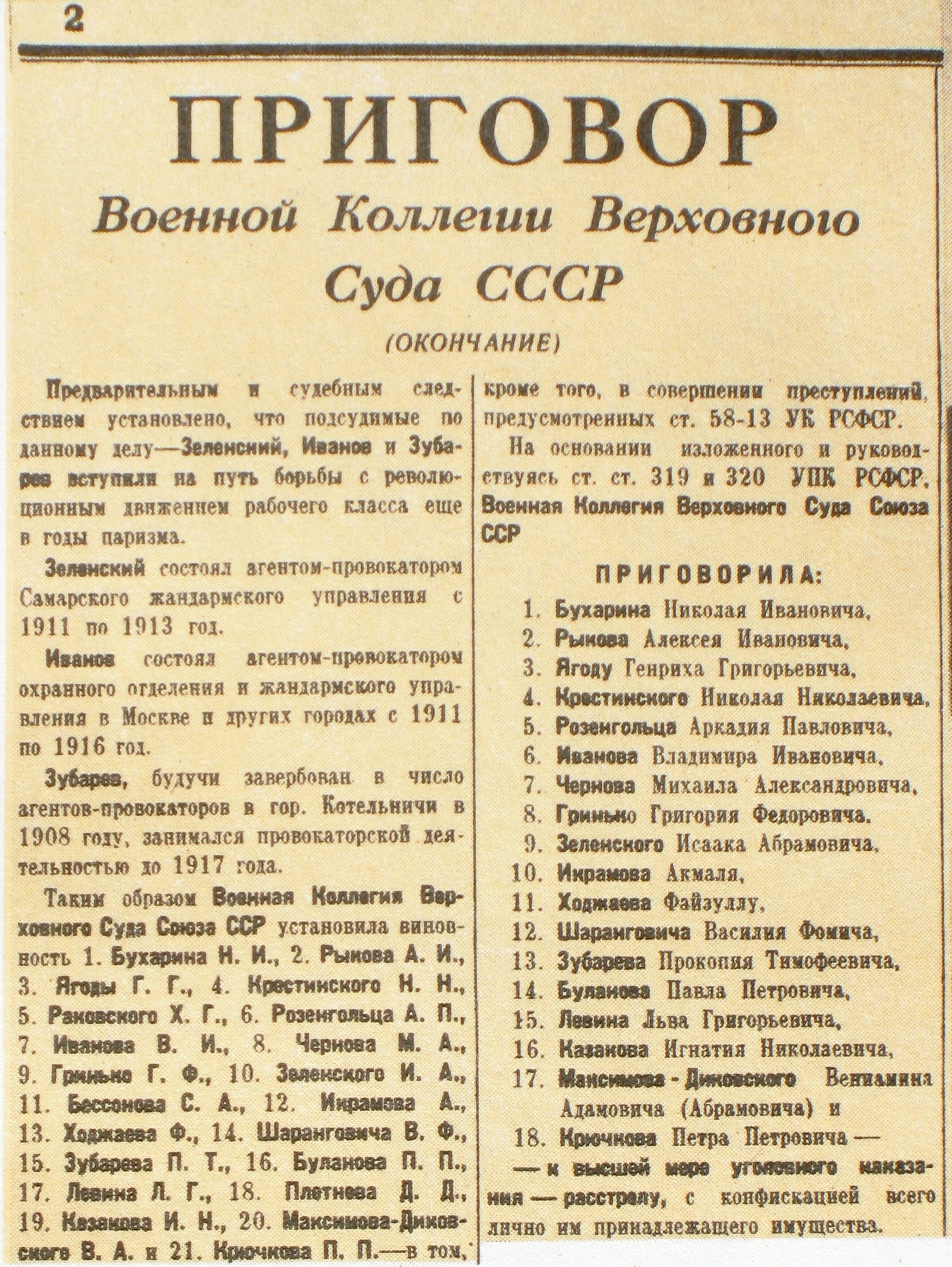
Приговор по делу Бухарина — Рыкова — Ягоды, март 1938 года

В январе 1937 года, во время Второго московского процесса, против Бухарина вновь были выдвинуты обвинения в заговорщической деятельности, и ему была устроена очная ставка с арестованным Радеком. В прессе и на партийных собраниях началась активная критика и травля Бухарина. В феврале 1937 года Бухарин объявил голодовку в знак протеста против предъявленных ему обвинений, что, согласно воспоминаниям его жены, было жестом отчаяния и попыткой под угрозой голодной смерти доказать свою невиновность. Сам Бухарин, в своей речи 23 февраля на пленуме ЦК говорил:

Я не могу выстрелить из револьвера, потому что тогда скажут, что я-де самоубился, чтобы навредить партии; а если я умру, как от болезни, то что вы от этого теряете?
— Речь Николая Бухарина на февральско-мартовском пленуме ЦК ВКП(б) 1937 года
Однако, когда в кулуарах пленума к нему подошёл Сталин и сказал: «Кому ты выдвигаешь ультиматум, ЦК?» — Бухарин прекратил голодовку. Прямо на Пленуме ЦК в феврале 1937 года он был исключён из партии и 27 февраля арестован. Настаивал на своей невиновности (в том числе в письмах к Сталину);
незадолго до ареста составил краткое послание, адресованное будущему поколению руководителей партии, которое заучила наизусть его третья жена А. М. Ларина:

Ухожу из жизни. Опускаю голову не перед пролетарской секирой, должной быть беспощадной, но и целомудренной. Чувствую свою беспомощность перед адской машиной, которая, пользуясь, вероятно, методами средневековья, обладает исполинской силой, фабрикует организованную клевету, действует смело и уверенно.
Нет Дзержинского, постепенно ушли в прошлое замечательные традиции ЧК, когда революционная идея руководила всеми её действиями, оправдывала жестокость к врагам, охраняла государство от всяческой контрреволюции. Поэтому органы ЧК заслужили особое доверие, особый почёт, авторитет и уважение. В настоящее время в своём большинстве так называемые органы НКВД — это переродившаяся организация безыдейных, разложившихся, хорошо обеспеченных чиновников, которые, пользуясь былым авторитетом ЧК, в угоду болезненной подозрительности Сталина, боюсь сказать больше, в погоне за орденами и славой творят свои гнусные дела, кстати, не понимая, что одновременно уничтожают самих себя — история не терпит свидетелей грязных дел!

В заключении (во внутренней тюрьме на Лубянке) работал над книгами «Деградация культуры при фашизме», «Философские арабески», над автобиографическим романом «Времена», а также писал стихи. Ныне эти тексты изданы.

Чтобы не было никаких недоразумений, я с самого начала говорю тебе, что для мира (общества) я 1) ничего не собираюсь брать назад из того, что я понаписал; 2) я ничего в этом смысле (и по связи с этим) не намерен у тебя ни просить, ни о чём не хочу умолять, что бы сводило дело с тех рельс, по которым оно катится. Но для твоей личной информации я пишу. Я не могу уйти из жизни, не написав тебе этих последних строк, ибо меня обуревают мучения, о которых ты должен знать.
1. Стоя на краю пропасти, из которой нет возврата, я даю тебе предсмертное честное слово, что я невиновен в тех преступлениях, которые я подтвердил на следствии…
…Есть какая-то большая и смелая политическая идея генеральной чистки а) в связи с предвоенным временем, b) в связи с переходом к демократии. Эта чистка захватывает а) виновных, b) подозрительных и с) потенциально подозрительных. Без меня здесь не могли обойтись. Одних обезвреживают так-то, других — по-другому, третьих — по-третьему. Страховочным моментом является и то, что люди неизбежно говорят друг о друге и навсегда поселяют друг к другу недоверие (сужу по себе: как я озлился на Радека, который на меня натрепал! а потом и сам пошёл по этому пути…). Таким образом, у руководства создаётся полная гарантия.

Ради Бога, не пойми так, что я здесь скрыто упрекаю, даже в размышлениях с самим собой. Я настолько вырос из детских пелёнок, что понимаю, что большие планы, большие идеи и большие интересы перекрывают всё, и было бы мелочным ставить вопрос о своей собственной персоне наряду с всемирно-историческими задачами, лежащими прежде всего на твоих плечах.
Но тут-то у меня и главная мука, и главный мучительный парадокс.

5) Если бы я был абсолютно уверен, что ты именно так и думаешь, то у меня на душе было бы много спокойнее. Ну, что же! Нужно, так нужно. Но поверь, у меня сердце обливается горячей струёю крови, когда я подумаю, что ты можешь верить в мои преступления и в глубине души сам думаешь, что я во всех ужасах действительно виновен. Тогда что же выходит? Что я сам помогаю лишаться ряда людей (начиная с себя самого!), то есть делаю заведомое зло! Тогда это ничем не оправдано. И всё путается у меня в голове, и хочется на крик кричать и биться головою о стенку: ведь я же становлюсь причиной гибели других. Что же делать? Что делать?…
…8) Позволь, наконец, перейти к последним моим небольшим просьбам:

а) мне легче тысячу раз умереть, чем пережить предстоящий процесс: я просто не знаю, как я совладаю сам с собой — ты знаешь мою природу; я не враг ни партии, ни СССР, и я всё сделаю, что в моих силах, но силы эти в такой обстановке минимальны, и тяжкие чувства подымаются в душе; я бы, позабыв стыд и гордость, на коленях умолял бы, чтобы не было этого. Но это, вероятно, уже невозможно, я бы просил, если возможно, дать мне возможность умереть до суда, хотя я знаю, как ты сурово смотришь на такие вопросы;

в) если меня ждёт смертный приговор, то я заранее тебя прошу, заклинаю прямо всем, что тебе дорого, заменить расстрел тем, что я сам выпью в камере яд (дать мне морфию, чтоб я заснул и не просыпался). Для меня этот пункт крайне важен, я не знаю, какие слова я должен найти, чтобы умолить об этом, как о милости: ведь политически это ничему не помешает, да никто этого и знать не будет. Но дайте мне провести последние секунды так, как я хочу. Сжальтесь! Ты, зная меня хорошо, поймёшь. Я иногда смотрю ясными глазами в лицо смерти, точно так же, как — знаю хорошо — что способен на храбрые поступки. А иногда тот же я бываю так смятён, что ничего во мне не остаётся. Так если мне суждена смерть, прошу о морфийной чаше. Молю об этом…

с) прошу дать проститься с женой и сыном. Дочери не нужно: жаль её слишком будет, тяжело, так же, как Наде и отцу. А Анюта — молодая, переживёт, да и мне хочется сказать ей последние слова. Я просил бы дать мне с ней свидание до суда. Аргументы таковы: если мои домашние увидят, в чём я сознался, они могут покончить с собой от неожиданности. Я как-то должен подготовить к этому. Мне кажется, что это в интересах дела и в его официальной интерпретации…
— из письма Бухарина Сталину от 10.12.37 г.
Бухарин был одним из главных обвиняемых (наряду с Рыковым) на процессе по делу «Антисоветского правотроцкистского блока». Как почти все другие обвиняемые, признал вину и отчасти дал показания. В своём последнем слове сделал попытку опровергнуть возведённые на него обвинения. Хотя Бухарин всё же заявил: «Чудовищность моих преступлений безмерна», ни в одном конкретном эпизоде он прямо не сознался.

 Литературно-философические упражнения Бухарина — это ширма, за которой Бухарин пытается укрыться от своего окончательного разоблачения. Философия и шпионаж, философия и вредительство, философия и диверсии, философия и убийства — как гений и злодейство — две вещи не совместные! Я не знаю других примеров, — это первый в истории пример того, как шпион и убийца орудует философией, как толчёным стеклом, чтобы запорошить своей жертве глаза перед тем, как размозжить ей голову разбойничьим кистенём! — А. Я. Вышинский на утреннем 11 марта 1938 года судебном заседании процесса по делу бухаринско-троцкистского блока, цит. по Судебному отчёту бухаринско-троцкистского процесса

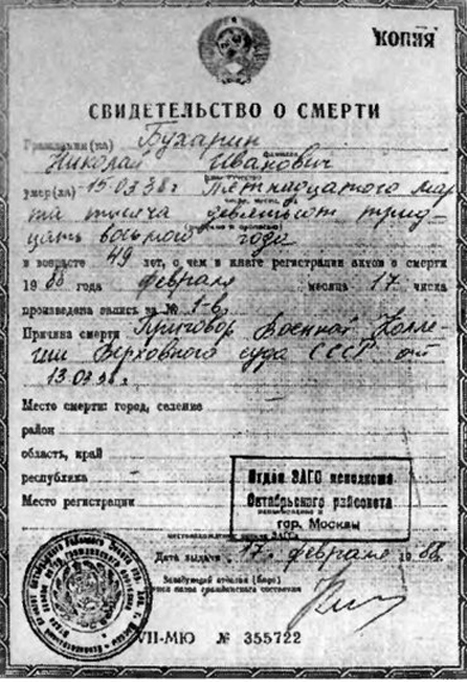
Свидетельство о смерти Бухарина

13 марта 1938 года Военная коллегия Верховного суда СССР признала Бухарина виновным и приговорила его к смертной казни. Смертный приговор Бухарину был вынесен на основании решения комиссии, которую возглавлял Микоян, членами комиссии из 35 человек были также Л. П. Берия, Н. И. Ежов, Н. С. Хрущёв. Поскольку Ленин в письме канцлеру Веймарской республики в 1922 году называл Бухарина своим сыном, то в комиссию были включены Н. К. Крупская и М. И. Ульянова. Впоследствии были репрессированы А. И. Икрамов, И. М. Варейкис, В. Я. Чубарь, С. В. Косиор, П. П. Постышев и другие — половина членов комиссии. Ходатайство о помиловании было отклонено, и через два дня он был расстрелян на полигоне «Коммунарка» Московской области и похоронен там же. Имеются сведения, что в ходе приведения приговора в исполнение Бухарина и Ягоду усадили на стулья, заставили наблюдать за казнью остальных осуждённых и расстреляли последними.

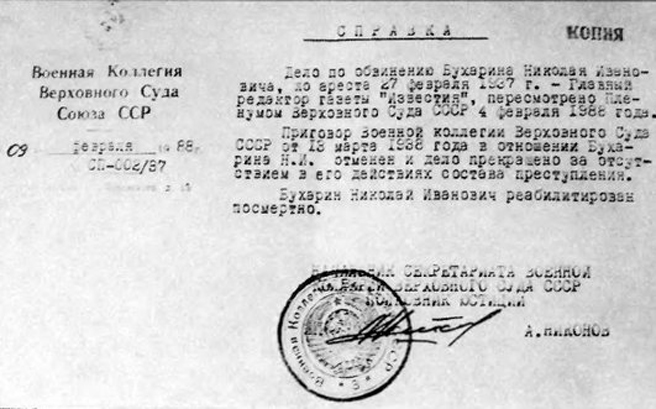
Справка о реабилитации Бухарина

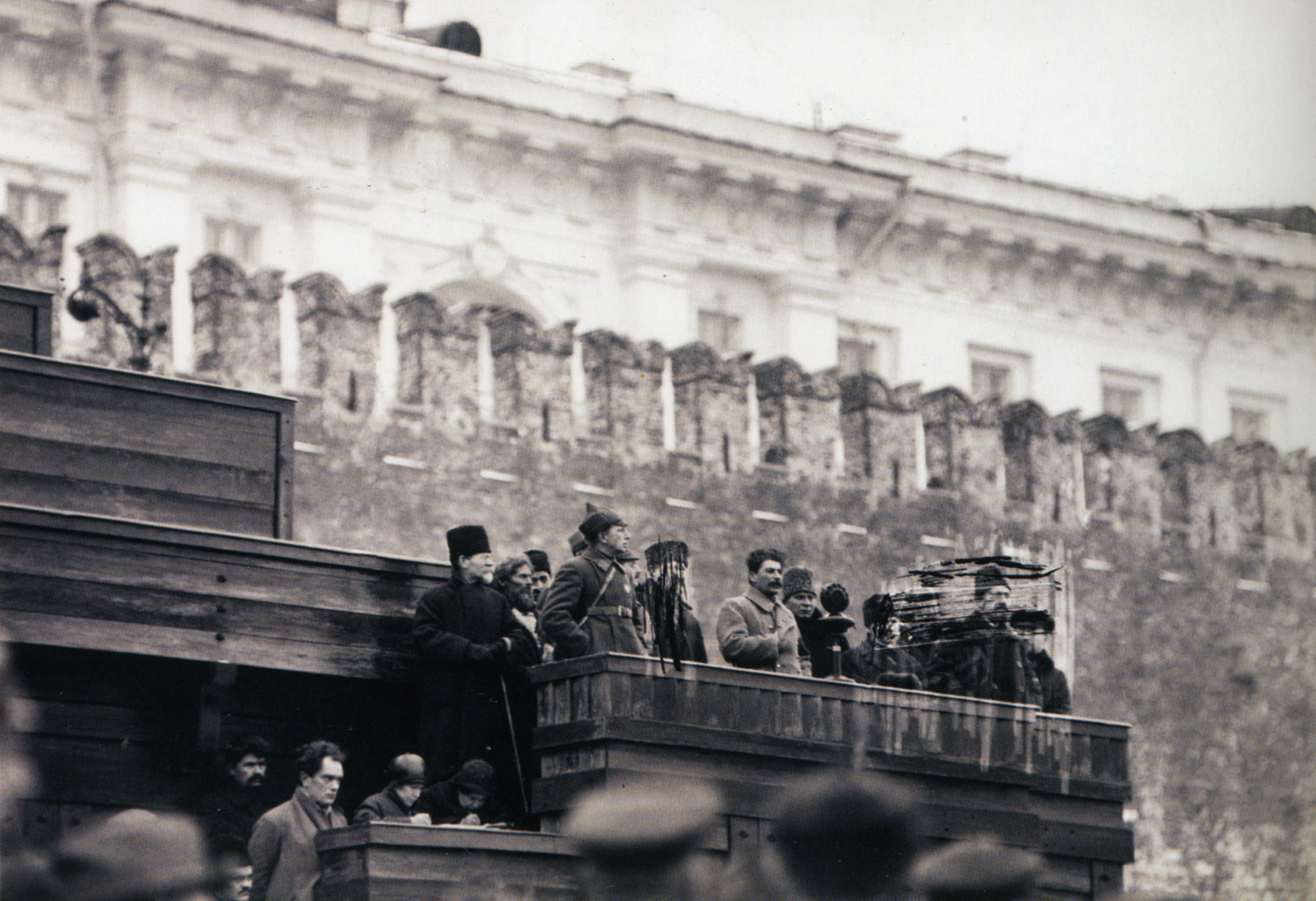
Затёртое изображение Бухарина, А. И. Рыкова и Л. Б. Каменева на фотографии 1925 года. (Похороны М. В. Фрунзе)

21 мая 1937 года Общее собрание АН СССР исключило Н. И. Бухарина из числа действительных членов и из состава Президиума АН СССР. В «культовом» фильме «Ленин в 1918 году» (1939) в одном из эпизодов Бухарин был изображён как заговорщик, замышляющий покушение на Ленина.
13 апреля 1956 года Президиум ЦК КПСС принял решение «Об изучении открытых судебных процессов по делу Бухарина, Рыкова, Зиновьева, Тухачевского и других», после чего 10 декабря 1956 года специальная комиссия отказалась реабилитировать Бухарина, Рыкова, Зиновьева и Каменева на основании «их многолетней антисоветской борьбы».

## Реабилитация
22 декабря 1962 года произошло единственное публичное оправдание Николая Бухарина при Хрущёве. Выступая на конференции советских историков, Пётр Поспелов зачитал заранее подготовленный вопрос из зала: «Студенты спрашивают: были ли Бухарин и другие шпионами иностранных государств?». Ответ Поспелова был однозначным: «Ни Бухарин, ни Рыков, конечно, не были террористами». Однако за этим заявлением не последовало официального объявления о реабилитации Бухарина.
"В 1982 году, — пишет Отто Лацис, — когда ещё жив был Брежнев и ни о какой перестройке никто не заикался, группа комсомольцев во главе с электрослесарем КамАЗа студентом-заочником исторического факультета Казанского университета Валерой Писигиным создала «Клуб „Комсомольской правды“ им. Николая Бухарина». Не подпольный, а действовавший совершенно открыто. Ребята изучали труды Бухарина".
«Юные бухаринцы, разыскали в Москве Анну Михайловну Ларину (Бухарину) и Юрия Николаевича Ларина, сына Бухарина, потом познакомились с Леном Карпинским, Лен познакомил с ними меня». Была учреждена премия Бухарина, она просуществовала три года. По существу, это означало реабилитацию Николая Бухарина в отдельно взятом советском городе.
«Из Татарского обкома» позвонили в Набережные Челны, в горком партии и потребовали объяснений. Однако, «горком партии ничего не мог поделать с горкомом комсомола», так как его секретарь «сам состоял членом бухаринского клуба».
Официально Бухарин был реабилитирован в 1988 году (4 февраля) и в том же году посмертно восстановлен в партии (июнь 1988 года) и в АН СССР (10 мая 1988 года).

## Семья

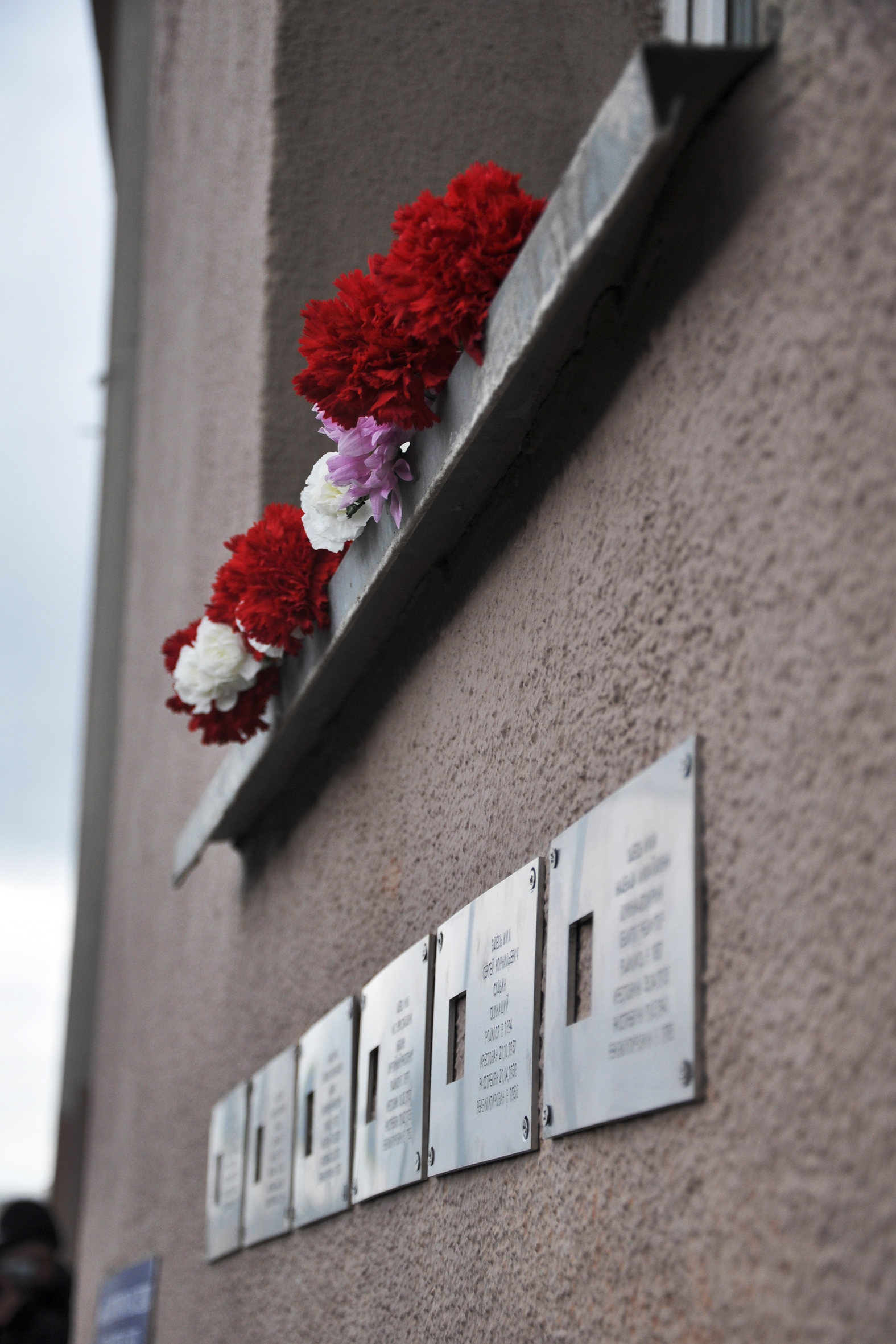
Последний адрес на доме по улице Серафимовича, 2 (Дом на набережной) в котором жила Надежда Лукина-Бухарина (справа) вместе с табличками других расстрелянных

- Первым браком был женат с 1911 года на своей двоюродной сестре (родной сестре Н. М. Лукина) Надежде Михайловне Лукиной (1887—1940), с которой прожили около 10 лет[62]. В 1936—1937 гг. Надежда Михайловна отправила Сталину три письма в защиту Бухарина. В одном из них она писала, что считает своей обязанностью перед Бухариным, перед партией и ее руководством, перед страной заявить о невиновности Бухарина[63]. Н. Лукина, страдавшая тяжёлым заболеванием позвоночника, была арестована в ночь на 1 мая 1938 года и расстреляна 9 марта 1940 года[64][65].
- Второй раз (1921—1929) был женат на Эсфири Исаевне Гурвич (1895—1989), члене партии с мая 1917. От этого брака — дочь Светлана (1924—2003). Эта семья отреклась от Бухарина ещё в 1929 году. Несмотря на это, Эсфирь Исаевна и Светлана были арестованы в 1949 году, приговорены к 10 годам заключения и 5 годам ссылки, соответственно. Мать и дочь были реабилитированы в 1956 году[66]. Светлана Николаевна, историк, работала в Институте всеобщей истории СССР, доктор исторических наук[67].
- Третий раз (с 1934 года) был женат на приемной дочери партийного деятеля Ю. Ларина Анне (1914—1996), написавшей мемуары о годах заключения и передавшей в ЦК КПСС по памяти предсмертное письмо Н. И. Бухарина[68]. Сын Бухарина и Анны Лариной — Юрий Ларин (1936—2014), художник; вырос в детском доме под именем Юрий Борисович Гусман, ничего не зная о родителях. Новую фамилию получил по приёмной матери Иде Гусман, родной тётке настоящей матери. Затем носил фамилию Ларин и отчество Николаевич[69][70].
- Внук Бухарина, Николай Юрьевич Ларин (р. 1972), посвятил свою жизнь футболу. Возглавлял детско-юношескую футбольную школу ГОУ Центр Образования «Чертаново» в Москве[71][72]. В 2022 г. был приговорён к 3 годам колонии по обвинению в мошенничестве[73].

## Фальшивки, приписываемые Бухарину
В 1924 году поэт-эмигрант Илия Британ опубликовал брошюру «Ибо я — большевик!!», в которой содержался текст письма, якобы полученного от одного из руководителей большевистской партии. Письмо не было подписано, но обложка брошюры была украшена красным фоном, через который просматривался Бухарин. В марте 1928 года французская газета Revue universelle опубликовала перевод письма на французский язык, под заголовком «Boukharine: Un document sur le Bolchevisme». А. Н. Яковлев считал, что это — подлинное интервью Бухарина французской газете:

А знаете, что заявил в 1928 году французской газете Бухарин, которого считают пограмотнее? Он написал так… он написал так… «Мы проводим эксперимент над своим народом». Дальше он почему-то сказал «тьфу». Потом: «так же, как студент медик экспериментирует над трупом, купленном в анатомическом театре». Как вам это нравится?

Письмо, приписываемое Бухарину, содержит предельно откровенные разоблачительные высказывания о деятельности руководства большевиков, в частности там сказано:

Мы проводим эксперимент над своим народом, так же как студент-медик экспериментирует над трупом, купленным в анатомическом театре.
…нет в России ни одного дома, у которого мы прямо или косвенно не убили мать, отца, брата, дочь, сына или вообще близкого человека…
…Россия, конечно, погибает: в ней теперь нет ни одного класса, коему когда-либо и где-либо жилось пакостней, чем в нашем совдеповском раю…
Для того, чтобы получить денежки, мы не только дважды обобрали (и еще двадцать два раза обберем!) девяносто процентов России, но и распродадим ее оптом и в розницу…
Ах, но дайте мне большого, честного революционера-коммуниста!!! «Такой нэ бываэт», — скажете вы словами армянского анекдота…
…на Россию мне наплевать, слышите вы это — наплевать, ИБО Я — БОЛЬШЕВИК!

## Работы Н. И. Бухарина
- Политическая экономия рантье. Теория ценности и прибыли австрийской школы Архивная копия от 21 апреля 2009 на Wayback Machine 1914/1919
  - Политическая экономия рантье. — Орбита, 1988.
- Мировое хозяйство и империализм. — 1915; Пг., 1918; 3-е изд. — М.—Пг., 1923.
  - Мировое хозяйство и империализм. — М., 1927
- Программа коммунистов (большевиков). — М., 1918.
- Классовая борьба и революция. — Пг., 1919.
- (в соавторстве с Е. Преображенским) Азбука коммунизма: популярное объяснение программы Российской коммунистической партии (большевиков). — М.: ГИЗ, 1919.
  - Азбука коммунизма. — Пг.: ГИЗ, 1920.
- Экономика переходного периода. — 1920.
- Енчмениада. К вопросу об идеологическом вырождении Архивная копия от 30 августа 2021 на Wayback Machine. — М.—Пг., 1923.
- Кризис капитализма и коммунистическое движение. — М., 1923.
- Теория исторического материализма. — М.: Госиздат, 1924.[h]
  - Теория исторического материализма: Популярный учебник марксистской социологии. Архивная копия от 24 октября 2016 на Wayback Machine — М.—Л.: Гос. изд-во, 1928. — 390 с.
- Атака: сб. статей. — М.: ГИЗ, 1924.
- Империализм и накопление капитала. — М.—Л.: ГИЗ, 1925.
  - Империализм и накопление капитала. — Изд. 2-е. — М.: ГИЗ, 1927.
- К вопросу о троцкизме. — М.—Л.: ГИЗ, 1925.
- Коммунистическое воспитание молодёжи. — М.—Л, 1925.
- Международная буржуазия и Карл Каутский, её апостол. — М., 1925.
- Синдикализм и коммунизм // Правда. — 1921, 25 янв.
- О мировой революции, нашей стране, культуре и прочем (Ответ академику И. Павлову). — Л.: Госиздат, 1924.
- Заявление XIV Московской губпартконференции // Правда. — 1925. — 13 дек.
- Международная буржуазия и Карл Каутский, её апостол. — М., 1925 (три издания).
- Борьба за кадры. — М.—Л.: Молодая гвардия, 1926. — 350 с.
- Злые заметки. Архивная копия от 6 января 2021 на Wayback Machine — М.: ГИЗ, 1927.
- Проблемы китайской революции. Архивная копия от 7 ноября 2020 на Wayback Machine — М.: «Правда» и «Беднота», 1927. — 62, [2] c.
- Капиталистическая стабилизация и пролетарская революция. — М.—Л.: ГИЗ, 1927.
- «Апелляция» оппозиции. — М.—Л., 1927.
- Заметки экономиста. — М.: ГИЗ, 1928. — 56 с. — 50 000 экз.
- В защиту пролетарской диктатуры. — М.—Л., ГИЗ, 1928.
- К вопросу о закономерностях переходного периода. — М.—Л., 1928.
- Международное положение и задачи Коминтерна. — М.—Л., 1929.
- Борьба двух миров и задачи науки. — М.—Л., 1931.
- Гёте и его историческое значение. — Л., 1932.
- Дарвинизм и марксизм. — Л., 1932.
- Этюды. — Государственное технико-теоретическое издательство, 1988. — ISBN 5-212-00225-7.
- Избранные произведения. — М.: Политиздат, 1988. — 500 с. — 200 000 экз. — ISBN 5-250-00634-5.
- Избранные труды. — М.: Наука, 1988. — ISBN 5-02-025779-6.
- История и организация науки и техники. — Л., Наука, 1988.
- Проблемы теории и практики социализма. — М., 1989. — ISBN 5-250-01026-1.
- Методология и планирование науки и техники. Избранные труды / Составители В. Д. Есаков, Е. С. Левина. — М.: Наука, 1989. — 344 с. — 5000 экз. — ISBN 5-02-008530-8.
- Путь к социализму. — Новосибирск: Наука, 1990. — ISBN 5-02-029630-9.
- Избранные произведения. — М.: Экономика, 1990.
- К новому поколению. — М.: Прогресс, 1990.
- Революция и культура. — Фонд им. Н. И. Бухарина, 1993. — ISBN 5-250-02351-7.
- Узник Лубянки. Тюремные рукописи Николая Бухарина. — М.: Аиро-XXI; РГТЭУ, 2008. — ISBN 978-5-91022-074-8.
- К постановке проблем исторического материализма Архивная копия от 20 апреля 2018 на Wayback Machine (1923)
- Времена. Роман. / Предисловие и комментарий Б. Я. Фрезинский. — М.: Прогресс, 1994.

## Память
- В 1919 году улица Золоторожская в Москве была переименована в Бухаринскую, но сразу после ареста в 1937 году она получила новое название — Волочаевская.
- Также в 1929—1937 годах Дзержинский район Калужской области назывался Бухаринский.
- В 1918 году улица Воскресенская в Витебске была переименована в Бухаринскую, но сразу после ареста в 1937 году она получила новое название — Обойная улица (Витебск).
- В 1926—1936 годах форт «Серая лошадь» носил название «Бухарин».
- Села Бухарино в Северной Осетии (Кирово) и Тверской области (Красная Гора).
- В городе Шахты во времена нахождения Николая Бухарина у власти одна из шахт носила его имя, но после опалы поменяла название на шахту «им. газеты Комсомольская правда»[80].

## Киновоплощения
- «Ленин в 1918 году» (1939) — Виктор Кулаков
- «Миссия в Москву» (1943) — Константин Шэйн
- «Клятва» (1946) — имя актёра игравшего Бухарина не известно
- «Штрихи к портрету В. И. Ленина» (1969) — Олег Табаков
- «Поезд в завтрашний день» (1970) — Алексей Сафонов
- «Staline-Trotsky: Le pouvoir et la révolution» (1979). В роли Жан-Мари Бернисат.
- «Дорогой Горбачёв» (Италия, 1988) — Харви Кейтель
- «Враг народа Бухарин» (1990) — Александр Романцов
- «Сталин» (1992) — Йерун Краббе
- «Жена Сталина» (2006) — Сергей Багиев
- «Сталин с нами» (2013) — Виктор Полторацкий
- «Горькая жатва» (2017) — Роб Митчелл-Джеймс

## Комментарии
1. ↑  По другим сведениям, в Кунцево на даче, снимаемой В. М. Шулятиковым. Подробнее изложено в книге В. М. Шулятикова "Письма из-за границы"[9]
2. ↑  «В Челябинске <…> он был арестован меньшевиками»}[16].По другим сведениям, Бухарин был арестован во Владивостоке[17]
3. ↑  Однако при этом имени Николая Ивановича Бухарина нет в списке делегатов ни с решающим[33], ни с совещательным голосом[34]. Но среди делагатов присутствует его однофамилец, 1-й секретарь Краснопресненского районного комитета ВКП(б) в Москве Константин Иванович Бухарин[35]
4. ↑  «<…> пёстрая верхушка большевиков-интеллектуалов, в которую входили мало в чём согласные друг с другом Троцкий, Бухарин, Луначарский, Бонч-Бруевич и другие»[37].
5. ↑  «Он свободно разговаривал на немецком и французском языках, читал по-английски»[38]
6. ↑  «Микоян возглавлял комиссию, на основании решения которой был фактически вынесен смертный приговор Н. Бухарину»[52].
7. ↑  «10 мая 1988 года президиум АН СССР принял решение восстановить посмертно в звании действительного члена АН СССР (академика) Бухарина Николая Ивановича»[60].
8. ↑  Как пишет Л. Е. Гринин: "В 1925 г. Д. Лукач, в частности, отмечал в связи с выходом учебника Н. И. Бухарина, что в марксистском лагере со времен «Анти-Дюринга» Энгельса не предпринималось подобных попыток - за исключением брошюры Плеханова, - и систематизация учения отдавалась на откуп противникам марксизма"[79]